# Khoranachat
Khoranachat (en arménien Խորանաշատ) est un monastère arménien situé dans le marz de Tavush, à quelques kilomètres au sud-est de la ville de Berd et à proximité de la communauté de Chinari, près de la frontière azerbaïdjanaise.

## Histoire
Fondé au XIIe siècle par le vardapet Hovhannès Vanakan, disciple de Mkhitar Goch, le monastère devient un centre d'enseignement important de l'Arménie zakaride sous l'impulsion de son fondateur, qui y est le principal enseignant. Il y forme notamment Kirakos de Gandzak et Vardan Areveltsi. Le monastère est pillé par les Mongols dans les années 1230. Après la mort de Vanakan en 1251 (qui y est enterré), le monastère entre en période de déclin ; il est aujourd'hui fort délabré et son accès est interdit en raison de la proximité de la frontière azerbaïdjanaise.

## Bâtiments
Pour un article plus général, voir Architecture arménienne.
Le bâtiment principal du complexe est l'église Sainte-Mère-de-Dieu (Sourp Astvatsatsin), construite en 1210 ; elle est précédée d'un gavit édifié en 1222.